# Колокольный (Иркутская область)
Колокольный — упразднённый посёлок в Слюдянском районе Иркутской области России. Входил в Маритуйское муниципальное образование. Исключён из учётных данных в 1998 году

## География
Посёлок располагался на мысу Колокольный в северо-восточной части озера Байкал, у остановочного пункта 126 км. Кругобайкальской железной дороги, в 6 км к юго-западу от села Маритуй.

## История
Постановлением губернатора Иркутской области от 23 июля 1998 года № 494-п посёлок исключен из учётных данных.